# 姬氏民居
35°51′57″N 113°03′48″E / 35.86583°N 113.06333°E
姬氏民居位于中国山西省高平市陈区镇中庄村，是目前已发现的最早的元代民居，1996年被列为第四批全国重点文物保护单位。
姬氏民居建于元至元三十一年（1294年），坐北朝南，面阔三间，进深六椽，单檐悬山顶。